# Jatropha capensis
Jatropha capensis là một loài thực vật có hoa trong họ Đại kích. Loài này được (L.f.) Sond. mô tả khoa học đầu tiên năm 1850.